# Maciejewo (województwo warmińsko-mazurskie)
Maciejewo (niem. Maternhöfen) – osada w Polsce położona w województwie warmińsko-mazurskim, w powiecie braniewskim, w gminie Braniewo na trasie linii kolejowej Braniewo-Olsztyn i przy drodze wojewódzkiej nr 507.

## Historia
W 1409 r. prawo lokacji przyznał Wielki Mistrz Krzyżacki Ulrich von Jungingen. W 1539 r. należał do Aleksandra Maibaum, któremu książę Albrecht Hohenzollern nadał w 1545 r. nowy przywilej lokacyjny. Rodzina Maibaum posiadała i zarządzała dworem Maternhöfen przez ponad 150 lat, później następowały częste zmiany właścicieli. Od 1745 r. należał do von Schimmelpfennig, później von Wopersnow i Teichmann, od 1790 r. Hoepfner, w 1838 r. Leweck, w 1856 r. Hen, w 1859 r. Matern, w 1862 r. Moßner, w 1883 r. Hermes, w 1889 r. Magnus, w 1900 r. Lackner, w 1903 r. Heidenreich, w 1905 r. Perk, w 1911 r. Rimeck i w 1919 r. Else Borngräber. Ostatnim właścicielem Maternhöfen w latach 1933-1945 był Hans Jungclausen. 
W latach 1975–1998 miejscowość administracyjnie należała do województwa elbląskiego.
Inne miejscowości o nazwie Maciejewo: Maciejewo